# Neobrachiella hoi
Neobrachiella hoi är en kräftdjursart som beskrevs av Piasecki 1993. Neobrachiella hoi ingår i släktet Neobrachiella och familjen Lernaeopodidae. Inga underarter finns listade i Catalogue of Life.